# Grand Prix Japonska 2000
Grand Prix Japonska
XXVI Fuji Television Japanese Grand Prix
- 8. října 2000
- Okruh Suzuka
- 53 kol x 5,864 km = 310,792 km
- 662. Grand Prix
- 43. vítězství Michaela Schumachera
- 134. vítězství pro Ferrari

Michael Schumacher si zajistil titul mistra světa.

## Výsledky
| Pozice | Jezdec                | Vůz             | Čas         |
| ------ | --------------------- | --------------- | ----------- |
| 1      | Michael Schumacher    | Ferrari F1-2000 | 1:29'53.435 |
| 2      | Mika Häkkinen         | McLaren MP4/15  | á 0:01:837  |
| 3      | David Coulthard       | McLaren MP4/15  | á 1:09:914  |
| 4      | Rubens Barrichello    | Ferrari F1-2000 | á 1:19:191  |
| 5      | Jenson Button         | Williams FW22   | á 1:25:694  |
| 6      | Jacques Villeneuve    | BAR 002         | á 1 kolo    |
| 7      | Johnny Herbert        | Jaguar R1       | á 1 kolo    |
| 8      | Eddie Irvine          | Jaguar R1       | á 1 kolo    |
| 9      | Ricardo Zonta         | BAR 002         | á 1 kolo    |
| 10     | Mika Salo             | Sauber C19      | á 1 kolo    |
| 11     | Pedro Diniz           | Sauber C19      | á 1 kolo    |
| 12     | Pedro de la Rosa      | Arrows A21      | á 1 kolo    |
| 13     | Jarno Trulli          | Jordan EJ10     | á 1 kolo    |
| 14     | Giancarlo Fisichella  | Benetton B200   | á 1 kolo    |
| 15     | Gaston Mazzacane      | Minardi M02     | á 2 kola    |
| Kolo   | Odstoupili            | -               | -           |
| 46     | Marc Gené             | Minardi M02     | Motor       |
| 41     | Ralf Schumacher       | Williams FW22   | Mimo trať   |
| 41     | Nick Heidfeld         | Prost AP03      | Suspenzor   |
| 37     | Alexander Wurz        | Benetton B200   | Mimo trať   |
| 37     | Heinz-Harald Frentzen | Jordan EJ10     | Hydraulika  |
| 19     | Jean Alesi            | Prost AP03      | Motor       |
| 9      | Jos Verstappen        | Arrows A21      | Elektronika |

### Nejrychlejší kolo
- Mika Häkkinen McLaren MP4/15 1'39189 – 212,830 km/h

### Vedení v závodě
- 1-21 kolo Mika Häkkinen
- 22-23 kolo Michael Schumacher
- 24 kolo David Coulthard
- 25-36 kolo Mika Häkkinen
- 37-53 kolo Michael Schumacher

### Postavení na startu
| 1. řada  | 1                                   | 2                                      |
|          | Michael Schumacher Ferrari 1'35.825 | Mika Häkkinen McLaren 1'35.834         |
| 2. řada  | 3                                   | 4                                      |
|          | David Coulthard McLaren 1'36.236    | Rubens Barrichello Ferrari 1'36.330    |
| 3. řada  | 5                                   | 6                                      |
|          | Jenson Button Williams 1'36.628     | Ralf Schumacher Williams 1'36.788      |
| 4. řada  | 7                                   | 8                                      |
|          | Eddie Irvine Jaguar 1'36.899        | Heinz Harald Frentzen Jordan 1'37.243  |
| 5. řada  | 9                                   | 10                                     |
|          | Jacques Villeneuve BAR 1'37.267     | Johnny Herbert Jaguar 1'37.329         |
| 6. řada  | 11                                  | 12                                     |
|          | Alexander Wurz Benetton 1'37.348    | Giancarlo Fisichella Benetton 1'37.479 |
| 7. řada  | 13                                  | 14                                     |
|          | Pedro de la Rosa Arrows 1'37.652    | Jos Verstappen Arrows 1'37.674         |
| 8. řada  | 15                                  | 16                                     |
|          | Jarno Trulli Jordan 1'37.679        | Nick Heidfeld Prost 1'38.141           |
| 9. řada  | 17                                  | 18                                     |
|          | Jean Alesi Prost 1'38.209           | Ricardo Zonta BAR 1'38.269             |
| 10. řada | 19                                  | 20                                     |
|          | Mika Salo Sauber 1'38.490           | Pedro Diniz Sauber 1'38.576            |
| 11. řada | 21                                  | 22                                     |
|          | Marc Gené Minardi 1'39.972          | Gaston Mazzacane Minardi 1'40.462      |
| -------- | ----------------------------------- | -------------------------------------- |

- 107 % = 1'42"533

### Zajímavosti
- McLaren zajel 100. nejrychlejší kolo

| Pole position      | Vítězství          | Nejrychlejší kolo |
| Německo            | Německo            | Finsko            |
| Michael Schumacher | Michael Schumacher | Mika Häkkinen     |
| Ferrari F1-2000    | Ferrari F1-2000    | McLaren MP4/15    |
| 1'35.825           | 1:29'53.435        | 1'39.189          |
| 220.302 km/h       | 207.447 km/h       | 212.830 km/h      |
| ------------------ | ------------------ | ----------------- |

### Stav MS
- Zelená - vzestup
- Červená - pokles

| *  | Jezdec                | Body |
| -- | --------------------- | ---- |
| 1  | Michael Schumacher    | 98   |
| 2  | Mika Häkkinen         | 86   |
| 3  | David Coulthard       | 67   |
| 4  | Rubens Barrichello    | 58   |
| 5  | Ralf Schumacher       | 24   |
| 6  | Giancarlo Fisichella  | 18   |
| 7  | Jacques Villeneuve    | 15   |
| 8  | Jenson Button         | 12   |
| 8  | Heinz-Harald Frentzen | 11   |
| 10 | Jarno Trulli          | 6    |
| 11 | Mika Salo             | 6    |
| 12 | Jos Verstappen        | 5    |
| 13 | Eddie Irvine          | 3    |
| 14 | Ricardo Zonta         | 2    |
| 15 | Pedro de la Rosa      | 2    |
| 16 | Alexander Wurz        | 2    |

| * | Vůz      | Body |
| - | -------- | ---- |
| 1 | Ferrari  | 156  |
| 2 | McLaren  | 143  |
| 3 | Williams | 36   |
| 4 | Benetton | 20   |
| 5 | BAR      | 18   |
| 6 | Jordan   | 17   |
| 7 | Arrows   | 7    |
| 8 | Sauber   | 6    |
| 9 | Jaguar   | 3    |

| * | Jezdec         | Body |
| - | -------------- | ---- |
| 1 | Německo        | 133  |
| 2 | Finsko         | 92   |
| 3 | Velká Británie | 82   |
| 4 | Brazílie       | 61   |
| 5 | Itálie         | 24   |
| 6 | Kanada         | 15   |
| 7 | Nizozemsko     | 5    |
| 8 | Španělsko      | 2    |
| 9 | Rakousko       | 2    |